# MJ (ミュージカル)
『MJ』（MJ the Musicalまたは略してMJ）は、リン・ノーテイジ脚本による、マイケル・ジャクソンの音楽を中心としたジュークボックス・ミュージカル。アメリカ合衆国の歌手、作曲家、ダンサーであるマイケル・ジャクソンの半生を描いている。
2020年中盤、ブロードウェイにてクリストファー・ウィールドンの演出および振付により上演される予定であったがコロナウィルスの世界的蔓延により延期となった。2019年11月21日、エフレイム・サイクスがマイケル・ジャクソン役に配役された。しかし2021年6月、マイケル・ジャクソン役はマイルズ・フロストが演じることが発表された。ニール・サイモン・シアターにて2021年12月6日よりプレビュー公演、2022年2月1日より本公演が開幕した。
開幕時より評価は賛否両論であったが、興行収入の上では成功している。トニー賞において、ミュージカル作品賞を含む10部門にノミネートされ、タイトル・ロールを演じたフロストに対するミュージカル主演男優賞の他、振付賞、照明デザイン賞、音響デザイン賞の計4部門で受賞した。グラミー賞においてオリジナル・キャスト・レコーディングがミュージカル・シアター・アルバム賞にノミネートされた。2023年1月までにのべ577,000名が観劇し、8,340万ドルを上げた。

## あらすじ
マイケル・ジャクソンの半生を描き、そのヒット曲25曲以上が使用される。
1992年、マイケルは「デンジャラス・ワールド・ツアー」の準備をし、その行程が詳しく紹介される。マイケルおよび共同制作者たちはその最高のセットリストに沿ってリハーサルを行ない、観客はマイケルのキャリアにおいて極めて重要な制作の瞬間を垣間見る。

### 第1幕
デンジャラス・ワールド・ツアー開幕2日前、出演者たちはリハーサルの準備をする。マネージャーのロブは出演者たちに立ち位置についてウォームアップするよう命じる。マイケルが堂々と入ってきて、壮大なオープニング・ナンバーが流れる中、出演者たちを見守る("Beat It")
マイケルがロブに新たなアイデアを話していると、レイチェルという女性がカメラマンのアレハンドロと共にやってきて、14年もインタビューを受けたことがないマイケルに対して深いインタビューをしたいと申し出る。マイケルはレイチェルに子供の頃の辛かったことやモータウンでベリー・ゴーディが制作したヒット曲などの思い出を語る。
インタビューが進み、マイケルはクインシー・ジョーンズと共にアルバム『オフ・ザ・ウォール』、『スリラー』、『バッド』を制作し、『スリラー』が1年以上第1位を獲得し続けていることを語る。レイチェルとアレハンドロが出て行き、ロブとニックはダウンタウンで行なわれる記者会見にマイケルを連れていき、マイケルはツアーについてと1993年のクリスマスまでにヒール・ザ・ワールド基金に資金を集めたいことを語る。

### 第2幕
マイケルはツアーの新たなアイデアを語るが("Billie Jean/"Smooth Criminal")、ロブとデイヴは不可能でありマイケル自身が破産すると語る。マイケルはペプシコの広告撮影において火花により髪が焼ける恐ろしい事故を思い出す。ロブの小言を延々と聞かされ、マイケルはクインシー・ジョーンズが言った「信念を貫け。誰にも負けるな」という言葉を心に留める。
リハーサルは続き、マイケルはレイチェルに楽曲がいかに自分の心に響くかを語る。しかしロブが割って入ってマイケルからレイチェルを遠ざけようとし、近づけさせない。マイケルは清掃員の扮装をしてレイチェルを探し、公の場に行くにはこうするしかないと語る("Human Nature")。
リハーサルの後、マイケルはレイチェルにキング・オブ・ポップとして何百万ものファンに愛され、メディアからネタにされることについてどう感じるか語る。マイケルは自らの身に起こる悲しいできごとや奇妙なできごとは「"Thriller"」のゾンビになぞらえる報道陣など他人のせいにし、善行や成功は全て自分1人で成し遂げたと考えることでバランスを保とうとしている。
ロブがマイケルの様子を見に来ると、マイケルはジャクソン5としてアポロ・シアターに出演した時、緊張しなかったことを思い返す。ロブはマイケルに自分たちが作り上げたものが何十年も人々の記憶に残ると語るが、マイケルは「それで満足か」とだけ応える("Man in the Mirror")
マイケルは舞台中央に立ち、「デンジャラス・ワールド・ツアー」初日の幕が上がる("Jam (Reprise)", "Black or White" / "Wanna Be Startin' Somethin' Reprise)".

## 主要登場人物および出演者
| Character                                   | オリジナル・ブロードウェイ・プロダクション (2021年) |
| ------------------------------------------- | --------------------------------------------------- |
| マイケル・ジャクソン                        | マイルズ・フロスト                                  |
| ジョセフ・ジャクソン / ロブ                 | クエンティン・アール・ダリントン                    |
| レイチェル                                  | ウィットニー・ベイシャー                            |
| アレハンドロ                                | ゲイブリエル・ルイス                                |
| ベリー・ゴーディ / ニック                   | アンティオン・L・スミス                             |
| デイヴ                                      | ジョーイ・ソージ                                    |
| ジャッキー・ジャクソン                      | ジョン・エドワーズ                                  |
| キャサリン・ジャクソン                      | アイヤナ・ジョージ                                  |
| クインシー・ジョーンズ / ティト・ジャクソン | アポロ・リヴァイン                                  |
| 十代の・マイケル / ヤングアダルト・マイケル | テイヴォン・オールズ・サンプル                      |
| リトル・マイケル                            | クリスチャン・ヴァンス                              |
| ジャーメイン・ジャクソン                    | ラモント・ウォーカー2世                             |
| マーロン・ジャクソン                        | ゼリグ・ウィリアムズ                                |
| ランディ・ジャクソン                        | レイモンド・ベイナード                              |

## 使用楽曲
| 第1幕 - 今夜はビート・イット "Beat It" - マイケル, カンパニー, オーケストラ - "Tabloid Junkie" / "Price of Fame" - マイケル、レイチェル - "Shout" / "Papa's Got a Brand New Bag" / "(Your Love Keeps Lifting Me) Higher and Higher" - アンサンブル - "Climb Ev'ry Mountain" - リトル・マイケル - 小さな経験 "The Love You Save" / 帰ってほしいの "I Want You Back" / ABC "ABC" - リトル・マイケル, リトル・マーロン, ジャーメイン, ティト, ジャッキー - アイル・ビー・ゼア "I'll Be There" - キャサリン, リトル・マイケル, マイケル - 今夜はドント・ストップ "Don't Stop 'Til You Get Enough" / "Blame It on the Boogie" / ダンシング・マシーン "Dancing Machine" - マイケル, ミドル・マイケル, マーロン, ジャーメイン, ティト, ジャッキー、カンパニー - ストレンジャー・イン・モスクワ "Stranger in Moscow" - マイケル - ユー・キャント・ウィン "You Can't Win" - ベリー・五ーディ、ミドル・マイケル - "I Can't Help It" - クインシー・ジョーンズ、ミドル・マイケル - "Keep the Faith" - クインシー・ジョーンズ、ミドル・マイケル - スタート・サムシング "Wanna Be Startin' Somethin'" - Quincy Jones, Middle Michael, マイケル, アンサンブル - アース・ソング "Earth Song" / ゼイ・ドント・ケア・アバウト・アス "They Don't Care About Us" - マイケル、アンサンブル |  | 第2幕 - ビリー・ジーン "Billie Jean" - マイケル - スムーズ・クリミナル "Smooth Criminal" - マイケル、アンサンブル - "For the Love of Money" / "Can You Feel It" - ジョセフ・ジャクソン, ミドル・マイケル, マーロン, ジャーメイン, ティト, ジャッキー、オーケストラ - "Money" - Joseph Jackson - "Keep the Faith (Reprise)" - ロブ, マイケル, アンサンブル - あの娘が消えた "She's Out of My Life" - マイケル、ミドル・マイケル - ジャム "Jam" - マイケル, アンサンブル, オーケストラ - ヒューマン・ネイチャー "Human Nature" - マイケル、レイチェル - バッド "Bad" / "2 Bad" - マイケル, カンパニー、オーケストラ - "Price of Fame (Reprise)" - マイケル - スリラー "Thriller" - リトル・マイケル, マイケル, ジョセフ・ジャクソン、アンサンブル - マン・イン・ザ・ミラー "Man in the Mirror" - カンパニー - "Jam (Reprise)" / ブラック・オア・ホワイト "Black or White" / "Wanna Be Startin' Somethin' (Reprise)" - カンパニー - "Working Day and Night" - オーケストラ |

### レコーディング
2022年2月7日と8日、オリジナル・ブロードウェイ・キャスト・アルバムのレコーディングが行われ、7月15日にリリースされた。このアルバムはグラミー賞ミュージカル・シアター・アルバム賞にノミネートされた。

## プロダクション

### 2021年-現在、ブロードウェイ

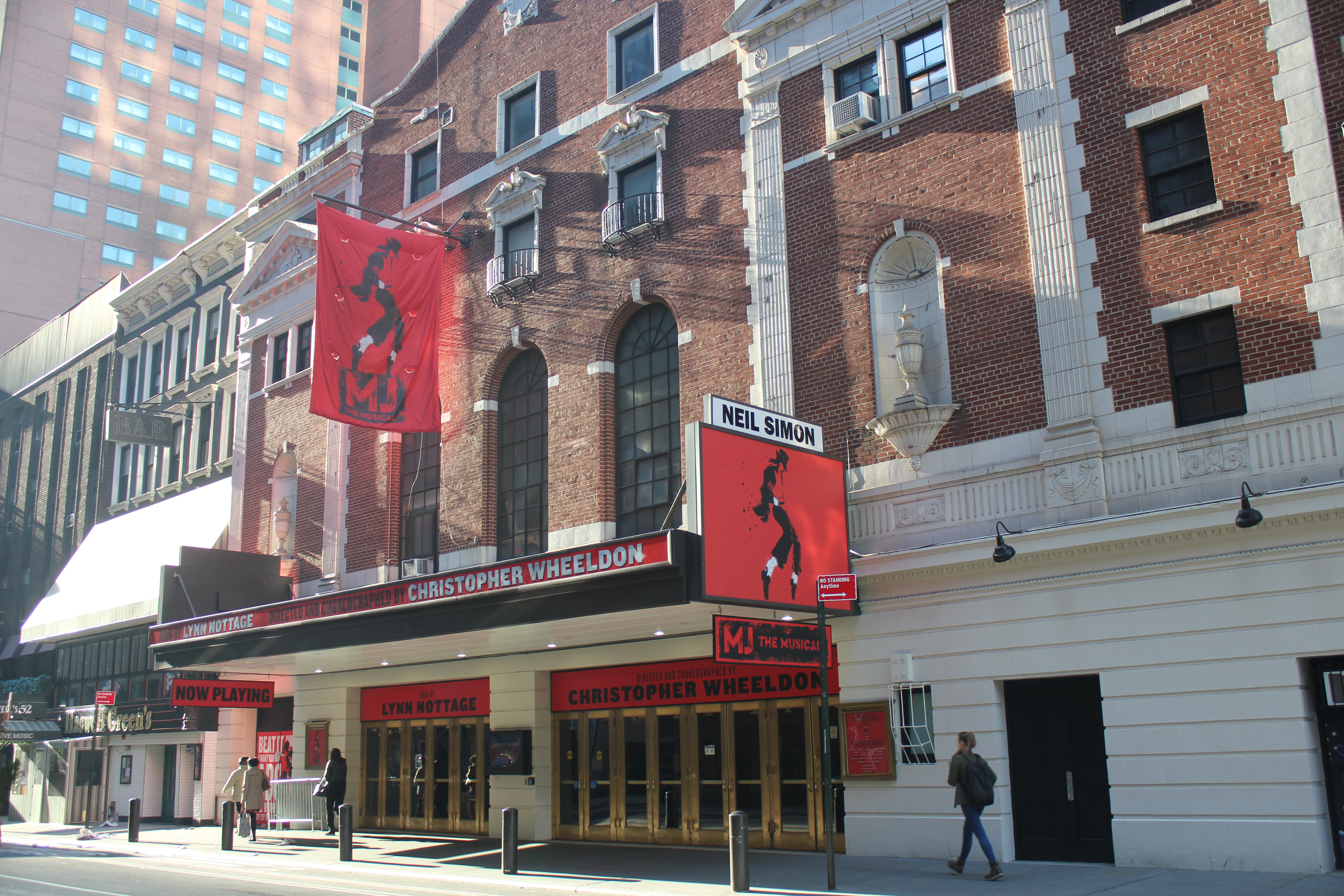
ブロードウェイのニール・サイモン・シアター

2019年10月29日から12月1日まで、シカゴにあるネダーランダー・シアターにてブロードウェイ公演を見据えた試験興行が上演される予定となった。しかしマイケル・ジャクソン遺産管理団体は表向き俳優労働組合のストライキによるスケジュールの都合によりシカゴの試験興行の中止を決定した。俳優労働組合は2月のストライキが10月下旬上演予定に影響を与えるとは考えられないとして責任を回避した。
2020年夏にブロードウェイで初演される予定となった。しかしコロナウィルスの世界的蔓延により2021年に延期された。クリストファー・ウィールドンが演出および振付、ピューリッツァー賞2回受賞のリン・ノーテイジが脚本を担当した。デレク・マクレーンが装置デザイン、ポール・タズウェルが衣裳デザイン、ナターシャ・カッツとピーター・ニグリニが共同で照明デザインとプロジェクション・デザインを担当した。ギャレス・オウエンが音響デザイン、チャールズ・ラポワントがヘア・ウィッグ・デザインを担当した。
2018年6月、本作の制作が初めて発表された。ウィールドンは本作について「ある瞬間に焦点を当てている。私は傑作映画としてスティーヴン・スピルバーグ監督のエイブラハム・リンカーンについての映画『リンカーン』を挙げる。誰かの人生の歴史の中の重要な瞬間、過去の物語の基準点を垣間見て、その後何が起きるか予測できるかもしれない。我々はこの物語を作品として作り上げていく」と語った。さらに尋ねられ「マイケルのダンスや振付を多く取り入れるつもりだ」と語った。
本作はマイケル・ジャクソン遺産管理団体とコロンビア・ライヴ・ステージのコラボレートで制作された。

### 2023年、北米ツアー・プロダクション
2022年3月21日、2023年7月15日から9月10日、全米ツアー公演が行なわれ、シカゴのネダーランダー・シアターで開幕することが発表された。後日、詳しい日程や出演者が発表される。

### 2024年、ウェスト・エンド
2022年10月17日、2024年3月にプリンス・エドワード・シアターでウェスト・エンド公演が開幕することが発表された。後日、詳しい日程や出演者が発表される。

## 興行収入
興行収入において非常に成功しており、毎週ブロードウェイで平均100万ドル以上を上げている。トニー賞翌日以降、毎日チケットは完売し週の興行収入は166万に跳ね上がった。この週のブロードウェイにおいて最高の興行収入の上がり幅となり、本作の最高興行収入記録を更新した。2022年9月4日までに、ニール・サイモン・シアターの興行収入記録を5回更新し、累計4,940万ドルを上げた。2023年1月現在、397回上演、観客数のべ577,923人、興行収入8,340万ドルを記録している。

## 受賞歴

### オリジナル・ブロードウェイ・プロダクション
| 年   | 賞                                     | 部門                                   | ノミネート者 | 結果       | 脚注          |
| ---- | -------------------------------------- | -------------------------------------- | --- | ---------- | ------------- |
| 2022 | ドラマ・リーグ・アワード               | ミュージカル・プロダクション賞         | ミュージカル・プロダクション賞 | ノミネート | [ 35 ]        |
| 2022 | ドラマ・リーグ・アワード               | ミュージカル演出賞                     | クリストファー・ウィールドン | ノミネート | [ 35 ]        |
| 2022 | ドラマ・リーグ・アワード               | パフォーマンス賞                       | マイルズ・フロスト | ノミネート | [ 35 ]        |
| 2022 | 海外批評家サークル賞                   | ブロードウェイ・ミュージカル新作作品賞 | ブロードウェイ・ミュージカル新作作品賞 | ノミネート | [ 36 ] [ 37 ] |
| 2022 | 海外批評家サークル賞                   | ミュージカル演出賞                     | クリストファー・ウィールドン | ノミネート | [ 36 ] [ 37 ] |
| 2022 | 海外批評家サークル賞                   | ミュージカル主演男優賞                 | マイルズ・フロスト | ノミネート | [ 36 ] [ 37 ] |
| 2022 | 海外批評家サークル賞                   | ミュージカル助演男優賞                 | クエンティン・アール・ダリントン | ノミネート | [ 36 ] [ 37 ] |
| 2022 | 海外批評家サークル賞                   | 振付賞                                 | クリストファー・ウィールドン リッチ+トーン・タルーガ | 受賞       | [ 36 ] [ 37 ] |
| 2022 | 海外批評家サークル賞                   | 編曲賞                                 | デイヴィッド・ホルセンバーグ ジェイソン・マイケル・ウェブ | ノミネート | [ 36 ] [ 37 ] |
| 2022 | 海外批評家サークル賞                   | 照明デザイン賞                         | ナターシャ・カッツ | ノミネート | [ 36 ] [ 37 ] |
| 2022 | シアター・ワールド賞                   | 新人パフォーマンス賞                   | マイルズ・フロスト | 受賞       | [ 38 ]        |
| 2022 | トニー賞                               | ミュージカル作品賞                     | ミュージカル作品賞 | ノミネート |               |
| 2022 | トニー賞                               | ミュージカル主演男優賞                 | マイルズ・フロスト | 受賞       |               |
| 2022 | トニー賞                               | ミュージカル演出賞                     | クリストファー・ウィールドン | ノミネート |               |
| 2022 | トニー賞                               | ミュージカル脚本賞                     | リン・ノーテイジ | ノミネート |               |
| 2022 | トニー賞                               | 振付賞                                 | クリストファー・ウィールドン リッチ+トーン・タルーガ | 受賞       |               |
| 2022 | トニー賞                               | 編曲賞                                 | デイヴィッド・ホルセンバーグ ジェイソン・マイケル・ウェブ | ノミネート |               |
| 2022 | トニー賞                               | ミュージカル装置デザイン賞             | デレク・マクレーン ピーター・ニグリニ | ノミネート |               |
| 2022 | トニー賞                               | ミュージカル衣裳デザイン賞             | ポール・タズウェル | ノミネート |               |
| 2022 | トニー賞                               | ミュージカル照明デザイン賞             | ナターシャ・カッツ | 受賞       |               |
| 2022 | トニー賞                               | ミュージカル音響デザイン賞             | ギャレス・オウエン | 受賞       |               |
| 2022 | ドラマ・デスク・アワード               | ミュージカル主演男優賞                 | マイルズ・フロスト | ノミネート | [ 39 ] [ 40 ] |
| 2022 | ドラマ・デスク・アワード               | ミュージカル助演男優賞                 | テイヴォン・オールズ・サンプル | ノミネート | [ 39 ] [ 40 ] |
| 2022 | ドラマ・デスク・アワード               | 振付賞                                 | クリストファー・ウィールドン マイケル・ボルデラマ リッチ+トーン・タルーガ | ノミネート | [ 39 ] [ 40 ] |
| 2022 | ドラマ・デスク・アワード               | 編曲賞                                 | ジェイソン・マイケル・ウェブ デイヴィッド・ホルセンバーグ | 受賞       | [ 39 ] [ 40 ] |
| 2022 | ドラマ・デスク・アワード               | 照明デザイン賞                         | ナターシャ・カッツ | 受賞       | [ 39 ] [ 40 ] |
| 2022 | ドラマ・デスク・アワード               | ミュージカル音響デザイン賞             | ギャレス・オウエン | 受賞       | [ 39 ] [ 40 ] |
| 2022 | ドラマ・デスク・アワード               | ウィッグ・ヘア・デザイン賞             | チャールズ・ラポワント | ノミネート | [ 39 ] [ 40 ] |
| 2022 | チタ・リヴェラ賞                       | ブロードウェイ振付賞                   | クリストファー・ウィールドン | ノミネート | [ 41 ] [ 42 ] |
| 2022 | チタ・リヴェラ賞                       | ブロードウェイ男性ダンサー賞           | マイルズ・フロスト | 受賞       | [ 41 ] [ 42 ] |
| 2022 | チタ・リヴェラ賞                       | ブロードウェイ・アンサンブル賞         | ブロードウェイ・アンサンブル賞 | ノミネート | [ 41 ] [ 42 ] |
| 2022 | シアター・ファンズ・チョイス・アワード | ミュージカル作品賞                     | ミュージカル作品賞 | ノミネート | [ 43 ] [ 44 ] |
| 2022 | シアター・ファンズ・チョイス・アワード | ミュージカル脚本賞                     | リン・ノーテイジ | ノミネート | [ 43 ] [ 44 ] |
| 2022 | シアター・ファンズ・チョイス・アワード | ミュージカル演出賞                     | クリストファー・ウィールドン | ノミネート | [ 43 ] [ 44 ] |
| 2022 | シアター・ファンズ・チョイス・アワード | 編曲賞                                 | デイヴィッド・ホルセンバーグ ジェイソン・マイケル・ウェブ | ノミネート | [ 43 ] [ 44 ] |
| 2022 | シアター・ファンズ・チョイス・アワード | 振付賞                                 | クリストファー・ウィールドン リッチ+トーン・タルーガ | ノミネート | [ 43 ] [ 44 ] |
| 2022 | シアター・ファンズ・チョイス・アワード | 衣裳デザイン賞                         | ポール・タズウェル | ノミネート | [ 43 ] [ 44 ] |
| 2022 | シアター・ファンズ・チョイス・アワード | 照明デザイン賞                         | ナターシャ・カッツ | ノミネート | [ 43 ] [ 44 ] |
| 2022 | シアター・ファンズ・チョイス・アワード | 装置デザイン賞                         | デレク・マクレーン ピーター・ニグリニ | ノミネート | [ 43 ] [ 44 ] |
| 2022 | シアター・ファンズ・チョイス・アワード | ミュージカル音響デザイン賞             | ギャレス・オウエン | ノミネート | [ 43 ] [ 44 ] |
| 2022 | シアター・ファンズ・チョイス・アワード | ミュージカル助演男優賞                 | ウォルター・ラッセル3世 クリスチャン・ウィルソン | ノミネート | [ 43 ] [ 44 ] |
| 2022 | シアター・ファンズ・チョイス・アワード | ミュージカル助演男優賞                 | ゲイブリエル・ルイス | ノミネート | [ 43 ] [ 44 ] |
| 2022 | シアター・ファンズ・チョイス・アワード | ミュージカル助演男優賞                 | クエンティン・アール・ダリントン | ノミネート | [ 43 ] [ 44 ] |
| 2022 | シアター・ファンズ・チョイス・アワード | ミュージカル助演男優賞                 | テイヴォン・オールズ・サンプル | ノミネート | [ 43 ] [ 44 ] |
| 2022 | シアター・ファンズ・チョイス・アワード | ミュージカル助演男優賞                 | ジョーイ・ソージ | ノミネート | [ 43 ] [ 44 ] |
| 2022 | シアター・ファンズ・チョイス・アワード | ミュージカル助演女優賞                 | アイヤナ・ジョージ | ノミネート | [ 43 ] [ 44 ] |
| 2022 | シアター・ファンズ・チョイス・アワード | ミュージカル助演女優賞                 | ウィットニー・ベイシャー | ノミネート | [ 43 ] [ 44 ] |
| 2022 | シアター・ファンズ・チョイス・アワード | ミュージカル主演男優賞                 | マイルズ・フロスト | ノミネート | [ 43 ] [ 44 ] |
| 2022 | シアター・ファンズ・チョイス・アワード | アンサンブル賞                         | アンサンブル賞 | ノミネート | [ 43 ] [ 44 ] |
| 2022 | アントニオ賞                           | ブロードウェイ・ミュージカル助演俳優賞 | テイヴォン・オールズ・サンプル | 未決定     | [ 45 ]        |
| 2022 | アントニオ賞                           | ブロードウェイ・ミュージカル助演俳優賞 | アイヤナ・ジョージ | 未決定     | [ 45 ]        |
| 2022 | アントニオ賞                           | ブロードウェイ衣裳デザイン賞           | ポール・タズウェル | 未決定     | [ 45 ]        |
| 2022 | アントニオ賞                           | ミュージカル・アンサンブル賞           | ミュージカル・アンサンブル賞 | 未決定     | [ 45 ]        |
| 2022 | アントニオ賞                           | 編曲賞                                 | ジェイソン・マイケル・ウェブ | 未決定     | [ 45 ]        |
| 2022 | アントニオ賞                           | ミュージカル脚本賞                     | リン・ノーテイジ | 未決定     | [ 45 ]        |
| 2022 | アントニオ賞                           | ブロードウェイ・ミュージカル主演男優賞 | マイルズ・フロスト | 未決定     | [ 45 ]        |
| 2023 | グラミー賞                             | ミュージカル・シアター・アルバム賞     | マイルズ・フロスト (プリンシパル・ヴォーカリスト), テイヴォン・オールズ・サンプル (プリンシパル・ヴォーカリスト), デイヴィッド・ホルセンバーグ (プロデューサー), デリク・リー (プロデューサー), ジェイソン・マイケル・ウェブ (プロデューサー) | 未決定     | [ 15 ]        |